# Инна Варламова
И́нна Варла́мова (настоящее имя Кла́вдия Густа́вовна Ланда́у, крещённая в католической церкви как Клоди́на Жани́на Виктори́на; 21 января 1923 года, Новгород — 16 июня 1990 года, Москва) — русская советская писательница и переводчица.

## Биография
Инна Варламова родилась в семье инженера Густава Ивановича Ландау (1887—1938), расстрелянного в 1938 по делу об инженерах-путейцах, строителях стратегического шоссе Москва-Минск. Её дед, французский инженер Иван Августович (Жан-Жак) Ландо (1855—1929, Варшава), приехал в Петербург в 1899 году от фирмы «Батиньоль» для строительства Троицкого моста через Неву. Мать — Регина Антоновна Ландау.
В 1941 окончила среднюю школу в Вязьме, после того как началась война, оказалась в эвакуации в Омске. После реабилитации в 1956 мужа (писателя Н. Д. Вигилянского) переехала в Москву, работала в редакции журнала «Работница», писала очерки и рассказы. В 1962 году окончила Высшие литературные курсы при Литературном Институте им. Горького. Первая книга вышла в 1957 году. В конце 1970- х наступил перелом. Инну Варламову перестают печатать, она зарабатывает на жизнь переводами с французского и с языков народов СССР, зачастую не под своим именем. Подписав несколько писем в защиту диссидентов, обрекла себя на дальнейшие гонения, в частности в 1967 поддержала письмо Солженицына об отмене цензуры, в 1974 году письма протеста против исключения из СП СССР Л. К. Чуковской и В. Н. Войновича; также подписала ряд писем в защиту узников совести — и с 1974 занесена в «черные списки». Только тяжелая болезнь спасла её от исключения из Союза писателей. В последние годы жизни (в конце 1980-х гг.) работала над трехтомной эпопеей своего времени.

## Семья
- Сестра — Симона Густавовна Ландау (1913—2008), театровед, педагог.
- Муж — Николай Дмитриевич Вигилянский (1903—1977), писатель, публицист.
  - Дочь — Евгения Николаевна Вигилянская (1944—2017) в замужестве Гаврилова, преподаватель в институте русского языка им. Пушкина, а затем на факультете журналистики МГУ.
  - Сын — Владимир Николаевич Вигилянский (6 марта 1951, Тернополь) — русский публицист и литературный критик; протоиерей Русской Православной Церкви. Клавдия Густавовна вместе с сыном с 1966 года жила в ЖСК «Советский писатель»: Красноармейская улица, д. 29 (до 1969: 2-я Аэропортовская ул., д. 18)[5][6].

## Творчество
Первая книга рассказов «Живой родник» вышла в 1957 году, затем в 1959 — роман «Любить и верить», повесть «Мы из Новой Каховки» (в соавторстве с Вигилянским, 1961), роман «Ищу тебя» (1964), сборник рассказов «Окно» (1965). В 1966 были переизданы оба романа и несколько рассказов, в том числе «Ковшик для чистой воды». В 1969 вышел роман «Третьего не дано». В 1974 появилась книга повестей и рассказов «Две любви». Казалось, Инну Варламову и в дальнейшем ожидает судьба вполне благополучной советской писательницы. Но в конце 1970-х наступил перелом. Новый роман «Мнимая жизнь» дружно был отвергнут издательствами, ходил в самиздате, впервые опубликован в 1977 в израильском журнале «Время и мы»; не был принят к производству и киносценарий по этой книге. В романе, посвященном жизни раковых больных, метафорическая злокачественная опухоль поражала всю страну, которая задыхалась в тисках несвободы. В 1978 этот роман выходит в известном американском издательстве «Ардис» (русский и английский варианты). В России до сих пор не издан. Инну Варламову перестают печатать, она зарабатывает на жизнь переводами с французского и с языков народов СССР, зачастую не под своим именем. В конце 1980-х гг. работала над трехтомной эпопеей своего времени (оттепель, возвращение реабилитированных, диссидентство, начало эмиграции, повальное уклонение от службы в армии, война в Афганистане, ветры перестройки). Роман не получил завершения и окончательного названия. До сих пор нигде не опубликован. Не изданы также повести «Предательство» и «Эпицентр».